# Adani Group
Adani Group er et indisk multinationalt konglomerat med hovedkvarter i Ahmedabad. Det blev etableret i 1988 af Gautam Adani som et commodity-handelsselskab og med flagship-virksomheden Adani Enterprises. Koncernens aktiviteter omfatter havne, elektricitet, vedvarende energi, minedrift, lufthavne, naturgas, fødevarer og infrastruktur. Omsætningen er på US$ 35 mia. med tilstedeværelse på 80 lokationer i 55 lande.